# 西ノ京
西ノ京（にしのきょう）は、奈良県奈良市の西部に位置する地域である。

## 概要
平城京の右京、つまり西部のことで平城京外の西方に位置する隣接地域を含んだ一帯を含んだエリアである朱雀大路の西にあたることに由来し、古くから用いられている言葉である。
かつてこのあたりには西大寺・喜光寺・唐招提寺・薬師寺などの大寺が連ねて栄えていたが、現代では大半は農地・宅地となり、薬師寺や唐招提寺などがわずかにその昔の栄華をしのばせる。西大寺から喜光寺を経て、垂仁天皇陵東部を通り、唐招提寺に向かう道は、「歴史の道」として整備され、古刹を訪ねながら歩く観光道となっている。
1966年（昭和41年）12月14日、歴史的風土保存区域に指定された。

## 地域
- 伏見
- 富雄
- 都跡
- 平城

## 主要観光地
- 西大寺
- 喜光寺
- 唐招提寺
- 薬師寺
- 垂仁天皇陵
- 菅原天満宮
- 蓬莱神社

## 地勢
河川
- 秋篠川

山岳
- 西ノ京丘陵

池
- 菖蒲上池
- 蛙股池